# 莫皮蒂
莫皮蒂（Maupiti）是法国海外集体法屬玻里尼西亞背风群岛行政区的一个市镇，领土涵盖同名海岛及馬努瓦埃環礁、莫皮哈環礁和莫圖奧內環礁。

## 地理
莫皮蒂（16°26'31"S, 152°16'7"W）面积13.5 平方千米，位于法国海外集体法屬玻里尼西亞背风群岛。
由于莫皮蒂领土为海洋中的一岛屿和环礁，故不与任何市镇接壤。

## 行政
莫皮蒂的邮政编码为98732，INSEE市镇编码为98728。

## 政治
莫皮蒂的现任市长为沃林森·劳法沃雷（Woullingson Raufauore）先生，任期为2020-2026年。

## 人口
莫皮蒂于2022年时的人口数量为1,302人。